# 20 Minuten
20 Minuten, distribuito anche con i titoli 20 Minutes e 20 Minuti, è un quotidiano d'informazione, a distribuzione gratuita, svizzero, con edizioni locali in otto città svizzere, pubblicato durante i giorni feriali (lunedì-venerdì), in tre delle quattro lingue nazionali elvetiche: tedesco, francese e italiano.
È il secondo periodico gratuito più letto in Svizzera, dopo il Blick, con 1 826 000 lettori, in base ai dati della tiratura media del 2011. Il giornale può anche essere scaricato dal sito web ufficiale.

## Storia
Lanciato simultaneamente a Zurigo e Colonia, il 13 dicembre 1999, dal curatore norvegese Schibsted è interamente finanziato da pubblicità. L'edizione tedesca è stata sospesa nel febbraio 2000 dopo il processo contro gli editori tedeschi. Nel 2001 Schibsted lancia un'edizione del giornale in Spagna ed in Francia nel 2002. Nel 2004 e nel 2005, la casa editrice Tamedia, si riprende 49,5% del mercato, arrivando a controllare l'intero settore nella Svizzera tedesca. Nel 2006, l'editore inizia la distribuzione della testata anche nella Svizzera romanda. Invece, nel 2011, comincia la distribuzione nella Svizzera italiana.

L'edizione in lingua francese
L'edizione in lingua italiana